# Bureau des épaves
Pour les articles homonymes, voir Stranded.
Pour plus de détails, voir Fiche technique et Distribution.
Bureau des épaves (Stranded) est un film américain réalisé par Frank Borzage, sorti en 1935.

## Synopsis
Lynn Palmer est une bénévole pour Travelers Aid à San Francisco qui fait tout son possible pour demander de l’aide aux immigrants[pas clair], aux voyageurs, aux chômeurs et aux sans-abri. Mack Hale  est quant à lui un directeur de la construction sur le pont du Golden Bridge[pas clair], alors en chantier, qui vient à la station de Lynn[pas clair] pour obtenir des informations sur un travailleur qu’il veut embaucher pour le projet. Lynn et Mack sont attirés l’un par l’autre malgré leurs personnalités et leurs perspectives différentes. La colocataire de Lynn, Velma Tuthill est la fille de l’un des bailleurs de fonds du pont et est également attirée par Mack.
Lynn et Mack sortent ensemble même s’il est souvent rebuté par la façon dont elle tourne son attention vers des gens qu’il pense indignes. Pendant ce temps, Mack subit la pression d’une foule de racket de protection[pas clair] dirigée par Sharkey. Celui-ci soudoie et manipule certains travailleurs pour créer des conditions dangereuses qui amènent Mack à les licencier. Bien que Mack ait proposé le mariage, Lynn rejette ses demandes selon lesquelles elle devra quitter son travail pour aider les autres et elle le rejette. Mack, cependant, est menacé d’un débrayage par les travailleurs en raison de son apparente insensibilité et des accusations selon lesquelles il aurait causé la mort d’un travailleur, toutes à l’instigation de Sharkey. Lors d’une réunion de travailleurs, Lynn aide à exposer le complot de Sharkey et à effacer le nom de Mack avec les hommes, qui se retournent contre Sharkey. Mack admet à Lynn qu’il a eu tort de mépriser les autres moins fortunés que lui, et les deux sont réunis avec la promesse qu’ils peuvent chacun se consacrer au travail dont chacun se soucie.

## Fiche technique
- Titre original : Stranded
- Titre français : Bureau des épaves
- Réalisation : Frank Borzage
- Scénario : Delmer Daves, Frank Wead et Ferdinand Reyher
- Direction artistique : Anton Grot et Hugh Reticker
- Costumes : Orry-Kelly
- Photographie : Sid Hickox
- Montage : William Holmes
- Direction musicale : Leo F. Forbstein
- Production : Sam Bischoff
- Société de production : Warner Bros. Productions Corporation
- Société de distribution :  Warner Bros. Pictures
- Pays de production :  États-Unis
- Langue : anglais
- Format : Noir et blanc - 35 mm - 1,37:1 -  Son Mono
- Genre : drame
- Durée : 75 minutes
- Dates de sortie :
  - États-Unis : 19 juin 1935 (première à New-York)
  - France : 18 octobre 1935

## Distribution
- Kay Francis : Lynn Palmer
- George Brent : Mack Hale
- Patricia Ellis : Velma Tuthill
- Donald Woods : John Wesley
- Robert Barrat : Stanislaus Janauschek
- Barton MacLane : Sharkey
- Joseph Crehan : Johnny Quinn
- William Harrigan : Updike
- Henry O'Neill : M. Tuthill
- Frankie Darro : Jimmy Rivers
- John Wray : Mike Gibbons
- Edward McWade : Tim Powers
- June Travis : Jenny Holden
- Ann Shoemaker : Mme Tuthill
- Gavin Gordon : Jack
- Spencer Charters : le batelier
- Joan Gay : Diane Nichols

Acteurs non crédités
- Florence Fair
- Mary Forbes
- Adrian Morris : Patron
- Edwin Stanley : Médecin-légiste
- Niles Welch : Ingénieur à la sécurité